# Primera División (Uruguay) 1950
Die Saison 1950 der Primera División war die 47. Spielzeit (die 19. der professionellen Ära) der höchsten uruguayischen Spielklasse im Fußball der Männer, der Primera División.
Die Primera División bestand in der Meisterschaftssaison des Jahres 1950 aus zehn Vereinen, deren Mannschaften in den insgesamt 90 Meisterschaftsspielen jeweils zweimal aufeinandertrafen. Es fanden 18 Spieltage statt. Die Meisterschaft gewann Nacional Montevideo als Tabellenerster vor Peñarol Montevideo und den Rampla Juniors als Zweitem und Drittem der Saisonabschlusstabelle. Als Tabellenletzter stieg Bella Vista aus der Primera División in die Segunda División ab, nachdem der Klub gegen die Montevideo Wanderers als punktgleichem Neunten der Tabelle eine Relegation ausgetragen hatte. Dabei setzte sich Bella Vista im ersten Spiel mit 2:1 durch. Die zweite Begegnung gewannen die Wanderers mit 1:0. Das dritte Aufeinandertreffen endete mit einem 2:2-Unentschieden. Bella Vista war daraufhin nicht bereit ein weiteres Entscheidungsspiel auszutragen, so dass die Abstiegsentscheidung schließlich durch Münzwurf getroffen wurde. Bella Vista unterlag und trat den Gang in die Zweitklassigkeit an. Torschützenkönig wurde mit 14 Treffern Juan Orlandi.

## Jahrestabelle
| Pl. | Verein                 | Sp. | S  | U | N  | Tore    | Diff. | Punkte |
| --- | ---------------------- | --- | -- | - | -- | ------- | ----- | ------ |
| 1.  | Nacional Montevideo    | 18  | 14 | 2 | 2  | 052:180 | +34   | 30     |
| 2.  | Peñarol Montevideo (M) | 18  | 12 | 4 | 2  | 039:210 | +18   | 28     |
| 3.  | Rampla Juniors         | 18  | 10 | 2 | 6  | 035:260 | +9    | 22     |
| 4.  | Central                | 18  | 8  | 5 | 5  | 037:280 | +9    | 21     |
| 5.  | CA Cerro               | 18  | 9  | 0 | 9  | 037:380 | −1    | 18     |
| 6.  | Danubio FC             | 18  | 5  | 5 | 8  | 025:330 | −8    | 15     |
| 7.  | Liverpool FC           | 18  | 6  | 3 | 9  | 028:410 | −13   | 15     |
| 8.  | River Plate            | 18  | 4  | 5 | 9  | 024:360 | −12   | 13     |
| 9.  | Montevideo Wanderers   | 18  | 2  | 5 | 11 | 025:400 | −15   | 09     |
| 10. | Bella Vista (N)        | 18  | 3  | 3 | 12 | 020:410 | −21   | 09     |

| (M) | Meister der vorangegangenen Saison  |
| (N) | Aufsteiger aus der Segunda División |